# DSG Breitenthal
Die DSG Breitenthal '95 ist der älteste Frauenfußballverein in Rheinland-Pfalz. Der Verein spielt seit der Saison 2019/20 wieder unter dem Namen DSG Breitenthal in der Verbandsliga Südwest mit der 1. Mannschaft. Ihre Heimspiele trägt die DSG auf der Sportanlage in Breitenthal aus.

## Geschichte
Die Geschichte des Vereins begann bereits 11 Jahre vor der Gründung der DSG Breitenthal.
1984 gründete der SV Oberhausen eine Hobby-Frauenfußballmannschaft, 1985 der TuS Breitenthal/Oberhosenbach. Beide Vereine schlossen ihre Frauenfußball-Mannschaften im Oktober 1988 unter dem Namen „DSG Breitenthal/Oberhausen“ zusammen und meldeten diese im Juni 1989 zu kommenden Saison 1989/1990 in der Bezirksliga Nahe im Spielbetrieb an. Am Ende der Saison stand die Mannschaft als Meister und Bezirkspokalsieger fest und stieg in die Verbandsliga Südwest auf. Im ersten Jahr wurde der Klassenerhalt in einem Entscheidungsspiel gegen Sausenheim (4:0) gesichert, in den folgenden Jahren belegte man Plätzen im vorderen Mittelfeld. Ab der Saison 1990/1991 nahm die Mädchenmannschaft, die 1990 gegründet wurde, am offiziellen Spielbetrieb teil. In der Saison 1993/1994 wurde erstmals eine 1b. Mannschaft für den offiziellen Spielbetrieb der Bezirksliga Nahe gemeldet und die 1. Mannschaft gewann den Verbandspokal gegen den SC Siegelbach (3:2), was die gleichzeitige Qualifikation für den DFB-Pokal der Frauen bedeutete. Im August 1994 fand das Spiel der ersten Runde gegen den damaligen Bundesligisten TuS Ahrbach statt. Vor über 900 Zuschauern in Oberhausen bei Kirn unterlag man allerdings mit 2:7.
Im April 1995 wurde der Verein „DSG Breitenthal 95“ gegründet. Am Ende der Saison 1996/1997 wurde die erste Mannschaft Meister in der Verbandsliga und stieg in die Oberliga Südwest auf. Nach zwei 7. Plätzen stieg die DSG im 3. Jahr der Zugehörigkeit zur Klasse mit Platz 11 wieder in die Verbandsliga Südwest ab. Zwei Jahre nach dem Abstieg sicherte sie sich wieder den Meistertitel und stieg in die Regionalliga Südwest auf, im ersten Jahre wurde die bisher beste Platzierung in dieser Klasse als 5. erreicht. Nach Platz 10 in der Saison 2003/2004 stieg die DSG im folgenden Jahr (Saison 2004/2005) als 11. wieder in die Verbandsliga Südwest ab. Zwar wurde die Mannschaft direkt nach dem Abstieg wieder Meister der Verbandsliga Südwest, verzichtete aber auf den Aufstieg. In der Saison 2006/2007 wurde die 1. Mannschaft abermals Meister der Verbandsliga und stieg wieder in die Regionalliga Südwest auf. In der Saison 2007/2008 gewann sie den Verbandshallenpokal und belegt in der Tabelle den 9. Platz. In der Saison 2008/09 verteidigte die 1. Mannschaft ihren Hallenpokaltitel, stieg jedoch aus der Regionalliga Südwest ab. Die 2. Mannschaft erreichte erstmals Platz 2 in der Bezirksliga. In der Saison 2009/10 sicherte sich die erste Mannschaft die Meisterschaft in der Verbandsliga, verzichtet jedoch auf den Aufstieg in die Regionalliga Südwest. Die 2. Mannschaft belegte Platz 4 in der Bezirksliga, kam erstmals in Bezirkspokalfinale (6:4-Niederlage gegen Monzingen nach Elfmeterschießen) und wurde Bezirkshallenpokalsieger. Beide Teams kamen im Verbandspokal in die dritte Runde. In der Saison 2010/11 belegte die erste Mannschaft den 4. Platz in der Verbandsliga Südwest, die zweite wurde 7. in der Bezirksliga Nahe. Im Verbandspokal schied die 1. Mannschaft im Viertelfinale aus. Die Saison 2011/12 wurde mit Platz 2 in der Verbandsliga sowie dem Erreichen des Verbandspokalhalbfinals abgeschlossen. Die 2. Mannschaft wurde erstmals Meister der Bezirksliga und gewann auch den Bezirkspokal.
Im Juli 2016 schlossen sich die DSG Breitenthal und der SV Niederhambach zur Spielgemeinschaft DSG Breitenthal/Niederhambach zusammen. Das erste Jahr wurde mit den Plätzen 2 (1. Mannschaft, Verbandsliga) und 7 (2. Mannschaft, Landesliga) abgeschlossen. In der folgenden Saison 2017/18 musste man sich die erste Mannschaft mit Platz 10 und die Zweite mit Platz 9 begnügen. Nach drei Jahren kündigte der SV Niederhambach die Spielgemeinschaft auf, während der Saison 18/19 musste zur Winterpause die 2. Mannschaft vom Spielbetrieb zurückgezogen werden und die erste Mannschaft beendete die Saison als Elfter. Aufgrund gleicher Punktzahl mit dem 1. FFC Niederkirchen II auf dem 10. Platz musste die DSG in ein Entscheidungsspiel, das sie in Marnheim mit 2:4 nach Elfmeterschießen verlor. Jedoch blieb das Team in der Verbandsliga, da nur drei Vereine zur neuen Saison in die Verbandsliga aufstiegen.
Zur Saison 19/20 kehrte die DSG wieder zu ihren Wurzeln zurück und zog mit dem Spielbetrieb von Tiefenstein nach Breitenthal. Die beiden Spielzeiten 19/20 und 20/21 wurde aufgrund der Beschlüsse des Präsidiums des SWFV abgebrochen und nicht gewertet. Die Saison 21/22 wurde mit einem geänderten Modus (gespielt wurde eine Hinrunde mit 13 Spieltagen, anschließend erfolgte eine Aufteilung in Auf- und Abstiegsrunde) gestartet. Man erreichte am letzten Spieltag noch den 6. Platz, der zur Teilnahme an der Aufstiegsrunde berechtigt. Zwei Siege und drei Niederlagen reichten für Platz 4 in der Schlussabrechnung.

## Sportliche Erfolge
- Kreispokalsieger (2. Mannschaft, 1:0-Sieg gegen den VfL Rüdesheim in Langenlonsheim)
- Kreispokalsieger B-Juniorinnen (2012/13)
- Meister der Landesliga Nahe und Bezirkspokalsieger C-Juniorinnen (2012/13)
- Meister der Bezirksliga Nahe (2. Mannschaft, 2011/12, 2012/13)
- Bezirkspokalsieger 2013 (2. Mannschaft, 3:1-Sieg gegen den VfL Rüdesheim in Kirn-Sulzbach)
- Bezirkspokalsieger 2012 (2. Mannschaft, 3:0-Sieg gegen den SG Monzingen-Meddersheim in Winterbach)
- Bezirkshallenpokalsieger 2010 (2. Mannschaft, 1:0-Sieg gegen Rehborn in Kirn)
- Verbandshallenpokalsieger 2009 (3:1-Sieg nach Neunmeterschießen gegen FC Marnheim in Kirn)
- Verbandshallenpokalsieger 2008 (3:1-Sieg gegen TuS Wörrstadt in Dirmstein)
- Sieger im SWFV Futsal-Masters 2017 (7:6 nach Sechsmeterschießen gegen SC Siegelbach in Weierbach)
- Verbandspokalsieger 1994 (3:2-Sieg gegen SC Siegelbach in St. Julian)
- Meister der Verbandsliga Südwest (1996/97, 2001/02, 2005/06, 2006/07 und 2009/2010)
- Meister der Bezirksliga Nahe und Bezirkspokalsieger (1989/90)

## Mannschaften
- DSG Breitenthal/Niederhambach I: Verbandsliga Südwest

## Statistik 1. Mannschaft
| Saison | Liga                 | Platz | S  | U | N  | Tore   | Punkte | Bemerkung |
| --- | -------------------- | ----- | -- | - | -- | ------ | ------ | --- |
| 1989/90 | Bezirksliga Nahe     | 1.    | 12 | 0 | 0  | 101:7  | 24:0   | Bezirkspokalsieger (5:3) |
| 1990/91 | Verbandsliga Südwest | 11    | 3  | 3 | 14 | 26:98  | 9:31   | Klassenerhalt nach Entschei- dungsspiel gegen Sausenheim (4:0) |
| 1991/92 | Verbandsliga Südwest | 8.    | 7  | 2 | 13 | 30:60  | 16:28  | – |
| 1992/93 | Verbandsliga Südwest | 5.    | 6  | 3 | 7  | 29:35  | 15:17  | – |
| 1993/94 | Verbandsliga Südwest | 5.    | 7  | 3 | 8  | 39:33  | 17:19  | – |
| 1994/95 | Verbandsliga Südwest | 3.    | 14 | 3 | 3  | 80:29  | 31:9   | – |
| 1995/96 | Verbandsliga Südwest | 5.    | 9  | 1 | 8  | 59:44  | 28     | – |
| 1996/97 | Verbandsliga Südwest | 1.    |    |   |    | 72:15  | 48     | – |
| 1997/98 | Oberliga Südwest     | 7.    |    |   |    | 39:44  | 25     | – |
| 1998/99 | Oberliga Südwest     | 7.    |    |   |    | 41:44  | 30     | – |
| 1999/2000 | Oberliga Südwest     | 11.   |    |   |    | 39:83  | 18     | – |
| 2000/01 | Verbandsliga Südwest | 2.    |    |   |    | 78:29  | 49     | – |
| 2001/02 | Verbandsliga Südwest | 1.    | 24 | 1 | 1  | 155:18 | 73     | – |
| 2002/03 | Regionalliga Südwest | 5.    | 8  | 4 | 8  | 55:52  | 28     | – |
| 2003/04 | Regionalliga Südwest | 10.   | 5  | 3 | 14 | 27:61  | 18     | – |
| 2004/05 | Regionalliga Südwest | 11.   | 3  | 3 | 14 | 23:73  | 12     | – |
| 2005/06 | Verbandsliga Südwest | 1.    | 19 | 4 | 1  | 89:16  | 61     | Verzicht auf Aufstieg |
| 2006/07 | Verbandsliga Südwest | 1.    | 18 | 1 | 1  | 109:21 | 55     | – |
| 2007/08 | Regionalliga Südwest | 9.    | 8  | 2 | 12 | 37:48  | 26     | – |
| 2008/09 | Regionalliga Südwest | 11.   | 4  | 2 | 16 | 18:66  | 14     | – |
| 2009/10 | Verbandsliga Südwest | 1.    | 24 | 2 | 0  | 102:22 | 74     | Verzicht auf Aufstieg |
| 2010/11 | Verbandsliga Südwest | 4.    | 17 | 5 | 6  | 89:49  | 56     | – |
| 2011/12 | Verbandsliga Südwest | 2.    | 15 | 5 | 5  | 62:37  | 49     | – |
| 2012/13 | Verbandsliga Südwest | 5.    | 10 | 6 | 10 | 49:31  | 36     | – |
| 2013/14 | Verbandsliga Südwest | 4.    | 17 | 4 | 7  | 71:31  | 55     | – |
| 2014/15 | Verbandsliga Südwest | 3.    | 19 | 1 | 4  | 65:29  | 58     | – |
| 2015/16 | Verbandsliga Südwest | 9.    | 6  | 3 | 13 | 34:98  | 21     | – |
| 2016/17 | Verbandsliga Südwest | 2.    | 17 | 5 | 2  | 70:19  | 65     | – |
| 2017/18 | Verbandsliga Südwest | 10.   | 11 | 1 | 14 | 46:79  | 34     | – |
| 2018/19 | Verbandsliga Südwest | 11.   | 7  | 4 | 13 | 34:68  | 25     | Niederlage im Entscheidungsspiel um den 4. Absteiger (2:4 n. E. gegen Niederkirchen II)                                                                                            |
| 2019/20 | Verbandsliga Südwest | 8.    | 7  | 1 | 7  | 35:38  | 22     | Saison wurde nach dem 16. Spieltag zunächst unter- und später abgebrochen (Beschluss des Verbandes)                                                                                |
| 2020/21 | Verbandsliga Südwest | 6.    | 2  | 0 | 2  | 11:9   | 6      | Saison wurde nach dem 5. Spieltag abgebrochen (Beschluss des Verbandes) |
| 2021/22 | Verbandsliga Südwest | 4.    | 2  | 0 | 3  | 14:28  | 9      | Die Liga spielte eine Vorrunde, die die DSG als 6. beendete und damit in die Aufstiegsrunde einzog. Drei Punkte und ein Torverhältnis von 7:12 wurden aus der Vorrunde übernommen. |
| 2022/23 | Verbandsliga Südwest | 5.    | 11 | 3 | 10 | 47:58  | 36     | - |
| Anmerkung: Grün unterlegte Spielzeiten kennzeichnen einen Aufstieg, rot unterlegte Spielzeiten einen Abstieg. |                      |       |    |   |    |        |        | |

## Statistik 2. Mannschaft
| Saison  | Liga             | Platz | S  | U | N  | Tore   | Punkte | Bemerkung                 |
| ------- | ---------------- | ----- | -- | - | -- | ------ | ------ | ------------------------- |
| 2003/04 | Bezirksliga Nahe | 6.    |    |   |    |        |        | –                         |
| 2004/05 | Bezirksliga Nahe | 5.    | 12 | 5 | 9  | 69:51  | 41     | –                         |
| 2005/06 | Bezirksliga Nahe | 5.    | 13 | 2 | 9  | 59:50  | 41     | –                         |
| 2006/07 | Bezirksliga Nahe | 10.   | 8  | 2 | 14 | 42:55  | 26     | –                         |
| 2007/08 | Bezirksliga Nahe | 5.    | 8  | 3 | 7  | 56:32  | 27     | –                         |
| 2008/09 | Bezirksliga Nahe | 2.    | 12 | 3 | 3  | 76:25  | 39     | –                         |
| 2009/10 | Bezirksliga Nahe | 4.    | 12 | 1 | 5  | 59:26  | 37     | –                         |
| 2010/11 | Bezirksliga Nahe | 7.    | 7  | 2 | 11 | 42:48  | 23     | –                         |
| 2011/12 | Bezirksliga Nahe | 1.    | 23 | 1 | 2  | 128:14 | 70     | Aufstieg nicht möglich    |
| 2012/13 | Bezirksliga Nahe | 1.    | 19 | 3 | 0  | 82:7   | 60     | Aufstieg nicht möglich    |
| 2013/14 | Landesliga Nahe  | 3.    | 17 | 0 | 3  | 72:19  | 51     | –                         |
| 2014/15 | Landesliga Nahe  | 2.    | 12 | 1 | 5  | 57:35  | 37     | –                         |
| 2015/16 | Landesliga Nahe  | 10.   | 6  | 2 | 14 | 35:79  | 20     | –                         |
| 2016/17 | Landesliga Nahe  | 7.    | 9  | 5 | 8  | 63:58  | 32     | –                         |
| 2017/18 | Landesliga Nahe  | 9.    | 5  | 0 | 15 | 28:81  | 15     | –                         |
| 2018/19 | Landesliga Nahe  |       |    |   |    |        |        | Abmeldung zur Winterpause |